# Serramezzana
Serramezzana – miejscowość i gmina we Włoszech, w regionie Kampania, w prowincji Salerno.
Według danych na rok 2004 gminę zamieszkiwały 403 osoby, 57,6 os./km².